# راندي بيكر
راندي بيكر (بالإنجليزية: Randy Baker)‏ هو سائق سباق أمريكي، ولد في 14 مايو 1958 في لوس أنجلوس في الولايات المتحدة.

## وصلات خارجية
- راندي بيكر على موقع Racing-Reference.info (الإنجليزية)